# Ambroży Lubik
Ambroży Lubik OFM (ur. 25 kwietnia 1906 w Dormowie, zm. 28 kwietnia 1998 w Raciborzu) – polski franciszkanin, teolog, prowincjał.

## Życiorys
Edmund Lubik urodził się w rodzinie rolniczej Macieja i Marty zd. Gummert w Dormowie w powiecie międzychodzkim 25 kwietnia 1906 roku. Po ukończeniu szkoły powszechnej uczęszczał do seminarium nauczycielskiego w Czarnkowie w latach 1921–1926. Następnie przez dwa lata uczył języka polskiego i historii w Kolegium Serafickim we Wronkach, należącym do katowickiej prowincji franciszkanów. Nowicjat odbył w klasztorze franciszkańskim w Wieluniu, przyjmując imię zakonne Ambroży. Pierwszą profesję zakonną złożył 31 lipca 1929 roku. Maturę państwową zdał w Rybniku w 1931 roku. Po studiach filozoficzno-teologicznych złożył śluby wieczyste 10 lipca 1933 roku we Wronkach. Święcenia kapłańskie przyjął z rąk bpa Walentego Dymka 23 września 1934 w kościele klasztornym we Wronkach.
W 1934 władze prowincji wysłały o. Ambrożego na studia doktoranckie na Katolicki Uniwersytet w Lowanium. Studia zwieńczył obroną pracy doktorskiej Auctoritas Theologorum in argumento dogmatico secundum Melchiorem Canum w 1938 roku. Po powrocie do Polski został lektorem teologii w seminarium zakonnym we Wronkach. Lata okupacji niemieckiej spędził we Wronkach, następnie na robotach w Niemczech. W 1943 roku trafił do klasztoru we Wrocławiu Karłowicach, gdzie przebywali klerycy z jego macierzystej prowincji zakonnej. Ucząc kleryków, przetłumaczył Traktat o czyśćcu św. Katarzyny z Genui.
Po wojnie w latach 1946–1957 o. Ambroży pełnił urząd komisarza dla utworzonego przez generała franciszkanów Pacifico Perantoniego we Wrocławiu Komisariatu św. Jadwigi. W roku 1953 prymas Stefan Wyszyński nakazał o. Lubikowi używać oficjalnie tytułu prowincjała. W 1957 kard. Wyszyński, na mocy nadzwyczajnych uprawnień udzielonych mu przez Stolicę Apostolską, przeniósł o. Lubika z górnośląskiej Prowincji Wniebowzięcia NMP Zakonu Braci Mniejszych do Komisariatu św. Jadwigi. Jako przełożony komisariatu reaktywował niższe i wyższe seminaria, pełniąc w latach 1946–1950 funkcję prefekta studiów. Gdy w roku 1954 władze przejęły klasztor w Karłowicach, siedziba prowincjała i seminarium zostały przeniesione do klasztoru w Kłodzku. W 1954 roku o. Lubik został aresztowany za rzekome popieranie faszyzmu. Bronił się sam przed sądem w Poznaniu 7 stycznia 1955 roku. Sąd uniewinnił go i został uwolniony.
W roku 1957 został przełożonym wspólnoty w Dusznikach-Zdroju. W latach 1961–1964 był gwardianem we Wrocławiu Karłowicach, a w latach 1964–1967 gwardianem w Gliwicach. Po roku 1987 do śmierci mieszkał w klasztorze w Raciborzu. Zmarł 28 kwietnia 1998 roku.
Po kilka wydań miały tłumaczenia dokonane przez o. Ambrożego Lubika następujących dzieł:
- Johannes de Caulibus (Jan z Calvoli), Rozmyślania o życiu Jezusa Chrystusa, wyd. 1931
- Katarzyna z Genui, Rozprawa o Czyśćcu, wyd. 1947